# 흑사회 (1989년 영화)
《흑사회》(我在黑社會的日子, Triads: The Inside Story)는 홍콩에서 제작된 황태래 감독의 1989년 범죄, 드라마 영화이다. 주윤발 등이 주연으로 출연하였다.

## 출연

### 주연
- 주윤발
- 성규안

### 조연
- 린자오
- 위룡
- 전풍
- 증강
- 진혜민
- 장요양